# Cratere Dryops
Dryops è un cratere sulla superficie di Callisto.